# ポーレット・シンジョン (第8代ブレッツォのシンジョン男爵)
第8代ブレッツォのシンジョン男爵ポーレット・セント・アンドリュー・シンジョン（英語: Paulet St Andrew St John, 8th Baron St John of Bletso、1711年 – 1714年5月10日）は、イングランド貴族。

## 生涯
第4代準男爵サー・セント・アンドリュー・シンジョンとアン・ジェームズ（Anne James、1689年 – ?、サー・ウィリアム・ジェームズの娘）の息子として、1711年に生まれた。父の死後に生まれたため、出生と同時に（ブレッツォの）準男爵の爵位を継承した。
1711年10月5日に遠戚の第3代ボリングブルック伯爵ポーレット・シンジョン（第3代ブレッツォのシンジョン男爵オリヴァー・シンジョンに辿っての分流）が死去すると、ボリングブルック伯爵の爵位は断絶したが、従属爵位のブレッツォのシンジョン男爵はポーレット・セント・アンドリュー・シンジョンが継承した。領地も継承したものの、当然ながら自身では管理できず、母や叔父たちが管理にあたった。
1712年5月、わずか1歳にも満たない若さにもかかわらず、12歳まで成長する前提で縁談が進んでいたという。
1714年5月10日、おそらく3歳にも満たないまま死去、叔父ウィリアムが爵位を継承した。